# Metalejeunea crassitexta
Metalejeunea crassitexta là một loài Rêu trong họ Lejeuneaceae. Loài này được (J.B. Jack & Steph.) Pócs mô tả khoa học đầu tiên năm 2011.